# Академічний симфонічний оркестр Харківської філармонії
Харківський філармонічний оркестр — концертний колектив при Харківській філармонії.
Створений у 1926—1927 роках професором Харківської консерваторії Яковом Розенштейном. З відкриттям у 1929 році в Харкові філармонії оркестру надано статус філармонічного. У подальші роки з оркестром працювали диригенти Микола Малько, Олександр Клімов, Микола Голованов, Олександр Гаук, Костянтин Іванов, Костянтин Семенов, Натан Рахлін і Євген Мравінський, виступали видатні інструменталісти — Г. Нейгауз, С. Ріхтер, Е. Гілельс, М. Ростропович, Леонід Коган та інші.
За роки незалежності оркестр багато гастролював за кордоном, зокрема це турне Францією в 1997 році, турне Іспанією в 1999 і турне Німеччиною в 2000 році. За участю оркестру регулярно проводяться міжнародні фестивалі академічної музики «Харьковські ассамблеї», «Музика — наш спільний дім», а також Міжнародні конкурси — юних піаністов В. Крайнєва, диригентів «Вахтанг Жорданія — третє тисячоліття». Очолює оркестр заслужений діяч мистецтв України Юрій Янко.